# Jordânia
Jordânia (em árabe: الأردن‎‎; romaniz.: al-Urdunn), oficialmente o Reino Haxemita da Jordânia (em árabe: المملكة الأردنّيّة الهاشميّة; romaniz.: al-Mamlakah al-Urduniyah al-Hashimiyah), é um país do Sudoeste Asiático localizado na margem leste do rio Jordão. Faz fronteira com a Arábia Saudita ao leste e sul, Iraque ao nordeste, Síria ao norte, Israel e Palestina ao oeste e o mar Vermelho ao extremo sul. A Jordânia está estrategicamente localizada no cruzamento da Ásia, África e Europa. Sua capital e cidade mais populosa é Amã, que também é o centro econômico e cultural do país.
A área da Jordânia atual é habitada por humanos desde o período Paleolítico. Três reinos estáveis surgiram ao final da Idade do Bronze: Amom, Moabe e Edom. Governantes posteriores incluíram o Reino Nabateu, o Império Romano e o Império Otomano. A partilha do Império Otomano ocorreu depois da Revolta Árabe durante a Primeira Guerra Mundial. O Emirado da Transjordânia foi estabelecido em 1921 pelo então emir Abdullah I e tornou-se um protetorado do Reino Unido. A Jordânia virou um estado independente em 1946 oficialmente conhecido como o Reino Haxemita da Transjordânia. O país conquistou a Cisjordânia na Guerra Árabe-Israelense de 1948 e o nome do estado foi alterado para Reino Haxemita da Jordânia no ano seguinte. A Jordânia foi um membro fundador da Liga Árabe e da Organização para a Cooperação Islâmica, além de um de apenas dois países a terem assinado um acordo de paz com Israel. Seu governo é uma monarquia constitucional, porém o rei mantém amplos poderes executivos e legislativos.
A Jordânia é um país semiárido quase sem litoral e relativamente pequeno com uma população de pouco mais de 9,5 milhões de pessoas. O sunismo é praticado por aproximadamente 92% dos habitantes, sendo a religião predominante. Há também uma minoria cristã. O país é considerado um dos lugares mais seguros do Oriente Médio, tendo conseguido evitar terrorismo e instabilidade duradouros. A Jordânia tem sido muito hospitaleira mesmo em meio ao tumulto de seus vizinhos, aceitando refugiados de praticamente todos os conflitos da região desde 1948, com estimativas dizendo que 2,1 milhões de refugiados palestinos e 1,4 milhões de sírios vivem no país. O reino também recebeu milhares de refugiados cristãos iraquianos que fugiram do Estado Islâmico. Apesar da Jordânia continuar a aceitar refugiados, o grande fluxo recente vindo da Síria colocou uma pressão considerável nos recursos e infraestrutura nacionais.
A Jordânia é classificada como um país de "elevado desenvolvimento humano" com uma economia de "renda média alta". A economia jordaniana é atrativa para investimentos estrangeiros devido à mão de obra qualificada. O país é um grande destino turístico, especialmente para viajantes europeus. A falta de recursos naturais, grande fluxo de refugiados e tumulto regional afetaram o crescimento econômico.

## Etimologia
A Jordânia é nomeada em homenagem ao rio Jordão. A origem do nome do rio é incerta, porém a explicação mais comum fala que ele vem da palavra "yarad" (a descendente "Yarden" é o nome hebraico do rio), encontrada em hebreu, aramaico e outras línguas semíticas. Outros falam que o nome tem uma origem indo-ariana, combinando as palavras "yor" (ano) e "don" (rio), refletindo a natureza perene do rio. Outra teoria sugere que é a forma arábica da raiz "wrd" (ir até), como as pessoas indo até uma grande fonte de água.
O nome Jordão aparece em um antigo papiro egípcio chamado de Papiro Anastasi I, datado de aproximadamente 1 000 a.C.. As terras da Jordânia moderna eram historicamente chamadas de "Transjordânia", significando "além do Rio Jordão". O nome foi arabizado como al-Urdune (em árabe: الأردن; romaniz.: al-Urdunn) durante a conquista muçulmana de Levante no século VII e tornou a se chamar "Transjordânia" (em francês: Oultrejordain) durante o governo cruzado. O Emirado da Transjordânia foi estabelecido em 1921 e ganhou sua independência em 1946, sendo chamado de "Reino Haxemita da Transjordânia". O nome foi alterado para "Reino Haxemita da Jordânia" em 1949. "Haxemita" é o nome da casa da família real jordaniana.

## História

### Antiguidade

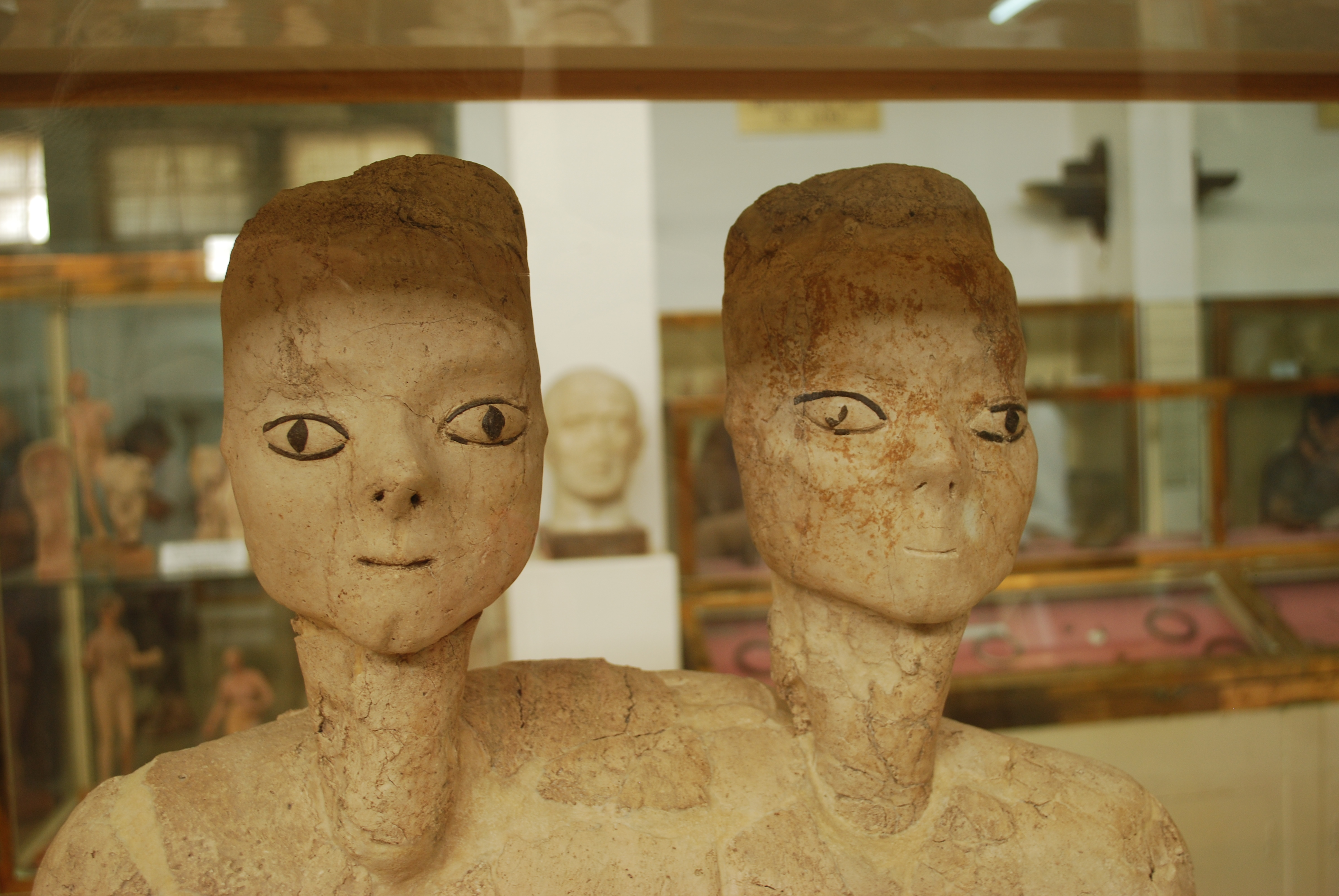
As estátuas de Aim Gazal são algumas das mais antigas estátuas humanas já encontradas, datando de por volta. Elas estão em exibição no Museu da Jordânia

A Jordânia possui muitos restos Paleolíticos que contém evidências da presença de Homo erectus, neandertais e homens modernos. As evidências mais antigas da presença de humanos data de aproximadamente 250 mil anos atrás. A área do Alcácer de Carana no leste da Jordânia possui indícios de cabanas humanas de vinte mil anos. Outros sítios Paleolíticos incluem Pela e Aziraque. Vários assentamentos começaram a se desenvolver no período Neolítico, mais notavelmente uma comunidade agrícola chamada de Aim Gazal na área da atual Amã, sendo um dos maiores assentamentos pré-históricos no Oriente Próximo. Nesse local foram encontradas estátuas de gesso que datam de aproximadamente 7 250 a.C., estando entre as estátuas humanas mais antigas já descobertas na história. Os vilarejos de Bab edh-Dhra na área do Mar Morto, Tall Hujayrat Al-Ghuzlan em Acaba e Tulailate al-Gassul no Vale do Jordão datam da Idade do Cobre.
O período pré-histórico jordaniano terminou por volta de 2 000 a.C. quando nômades semíticos conhecidos como amoritas chegaram na região. A área da Jordânia atual foi na Idade do Bronze e Idade do Ferro a casa de vários reinos antigos, cujas populações falavam línguas semíticas do grupo cananeu. Dentre eles estavam Amom, Moabe e Edom, que foram descritos mais como reinos tribais do que estados. Estes são mencionados em textos antigos como o Antigo Testamento. Descobertas arqueológicas mostram que Amom ficava na área da moderna cidade de Amã, Moabe controlava as terras ao leste do Mar Morto e Edom ocupava a área ao redor de Arava.

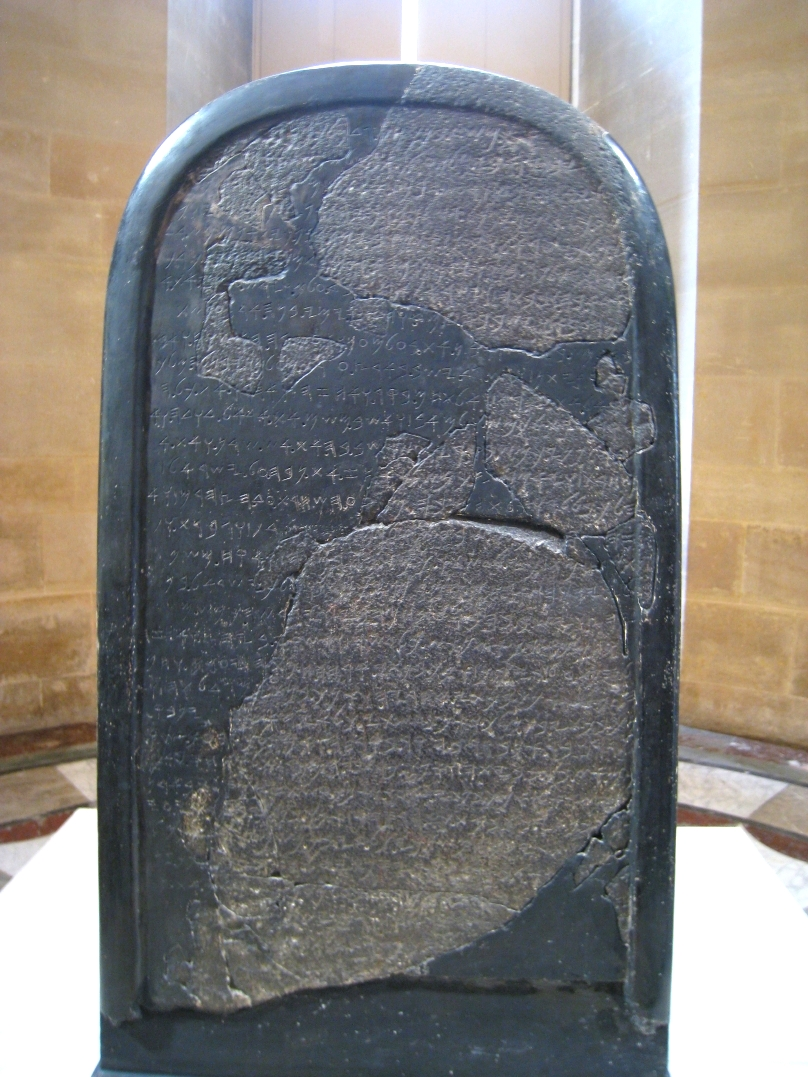
A Estela de Mesa registra as glórias do rei Mesa de Moabe, c.. Está exibida no Museu do Louvre

Esses reinos transjordanianos estavam em conflito contínuo com os reinos hebraicos vizinhos de Israel e Judá, localizados ao oeste do rio Jordão, porém se sabe que Israel controlou pequenas partes da margem leste em alguns momentos da história. Sucederam-se confrontos frequentes e a tensão entre os reinos cresceu. Um registro desses eventos é a Estela de Mesa erguida pelo rei moabita Mesa por volta de 840 a.C., em que ele se exalta pelos projetos de construção que iniciou em Moabe e comemora suas glórias e vitórias contra os israelitas. A estela constitui um dos mais importantes relatos diretos de uma história bíblica. O Império Assírio subsequentemente reduziu todos esses reinos à vassalagem. A região depois ficou sob a influência do Império Neobabilônico, com o Antigo Testamento mencionando que esses reinos participaram do saque de Jerusalém em 597 a.C..
Acredita-se que esses reinos continuaram a existir ao longo das flutuações de influência e governo regionais. Eles passaram pelo controle de diversos impérios distintos, incluindo o Império Acádio (2 335 – 2 193 a.C.), Antigo Egito (1 500 – 1 300 a.C.), Império Hitita (1 400 – 1 300 a.C.), Médio Império Assírio (1 365 – 1 020 a.C.), Império Neoassírio (911 – 605 a.C.), Império Neobabilônico (604 – 539 a.C.), Império Aquemênida (539 – 332 a.C.) e o Império Macedônico (332 – 312 a.C.). Entretanto, os povos de Amom, Moabe e Edom já tinham perdido suas identidades na época do domínio da República Romana na região de Levante por volta de 63 a.C. e foram assimilados pela cultura romana.

### Período clássico
Alexandre, o Grande conquistou o Império Aquemênida em 332 a.C. e introduziu a cultura helênica no Oriente Médio. O império estabelecido foi dividido entre os generais de Alexandre depois da morte deste em 323 a.C., com boa parte das terras da Jordânia moderna sendo disputadas pelo Reino Ptolemaico sediado no Egito e pelo Império Selêucida com base na Síria. O povo nabateu tinha um reino independente localizado ao sul e leste. Diferentes generais gregos realizaram campanhas para tentar anexar o Reino Nabateu, porém todas foram mal sucedidas.

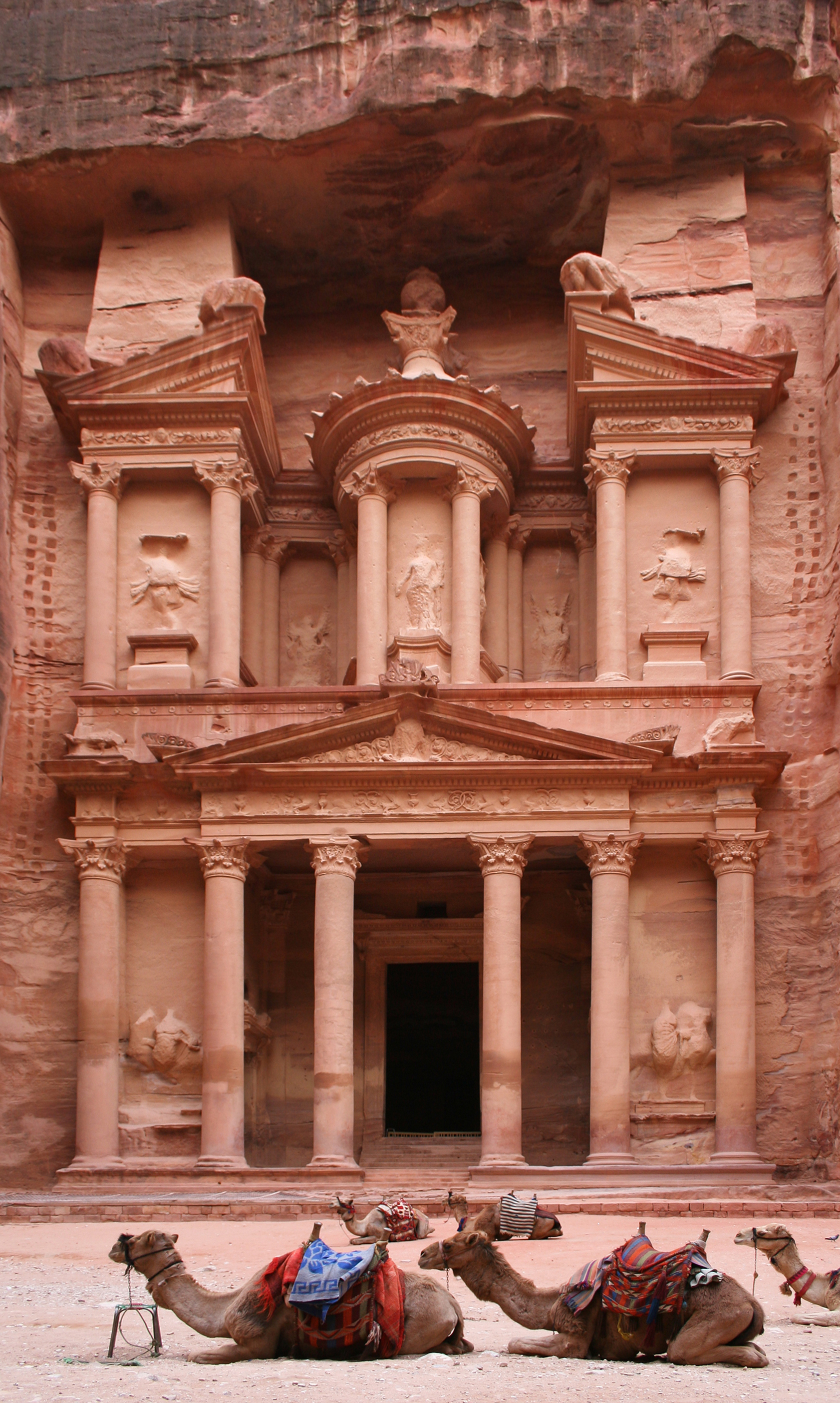
Al Khazneh na antiga cidade de Petra, que foi esculpida na rocha em pelos nabateus

Os nabateus eram árabes nômades que tiravam sua riqueza de sua capital Petra, cuja proximidade com importantes rotas de comércio a transformou em um centro regional. Os ptolemaicos eventualmente foram despojados da região pelos selêucidas. O conflito entre os dois grupos permitiu que os nabateus expandissem seu reino para além de Petra em Edom. Os nabateus eram conhecidos por sua grande habilidade de construir métodos eficientes de coleta de água nos desertos e por seu talento de esculpir estruturas em rocha sólida como o templo Al Khazneh. Os nômades falavam árabe e escreviam no alfabeto nabateu, que se desenvolveu a partir do alfabeto aramaico durante o século II a.C., com este sendo considerado por estudiosos como tendo evoluído do alfabeto árabe no século IV a.C..
Os gregos fundaram várias cidades na região, incluindo Filadélfia (Amã), Gérasa (Jeraxe), Gadara (Umm Qais), Pela (Tabacate Fal) e Arbila (Irbid). Mais tarde sob os romanos, essas foram complementadas com outras cidades helenísticas na Palestina e Síria a fim de formar a Decápole, uma frouxa confederação ligada por interesses econômicos e culturais: Citópolis, Hipos, Capitólia, Canata e Damasco estavam entre seus membros. O sítio helenístico mais importante na Jordânia é Araq el-Amir, ao oeste da atual Amã.
Legiões romanas sob o comando de Pompeu conquistaram Levante em 63 a.C., inaugurando o período de dominação romana que duraria por séculos. O imperador Trajano anexou o Reino Nabateu em 106 d.C. sem muita oposição, reconstruindo a Estrada do Rei que ficou conhecida como a Via Trajana Nova. O povo nabateu continuou a florescer durante o domínio romano e substituíram seus deuses locais pelo cristianismo. Restos romanos em Amã incluem o Templo de Hércules, a Cidadela e o Teatro. Jeraxe contém uma cidade romana bem preservada que possuía quinze mil habitantes em seu auge. Jeraxe chegou a ser visitada pelo imperador Adriano durante sua viagem para a Palestina. O Império Romano foi dividido em 324, com o Império Romano do Oriente continuando a controlar ou influenciar a região até 636. O cristianismo foi legalizado no império em 313 e tornou-se a religião oficial em 390, logo depois do imperador Constantino ter se convertido.
A cidade de Aila (atual Acaba) no sul da Jordânia também ficou sob o domínio do Império Romano do Oriente (depois conhecido como Império Bizantino). A igreja de Acaba foi construída por volta do ano 300 e é considerada a primeira igreja erguida para uma finalidade especificamente cristã. Os bizantinos construíram outras dezesseis igrejas ao sul de Amã em Um er-Rasas. Administrativamente a área da Jordânia ficou com a Diocese do Oriente e foi dividida entre as províncias de Palestina Secunda no noroeste e Arábia Pétrea no sul e leste. A Palestina Salutar ao sul foi divida da Arábia Pétrea no século IV. O Império Sassânida ao leste tornou-se o maior rival dos bizantinos e os frequentes conflitos entre os dois fez com que os sassânidas controlassem algumas partes da região, incluindo a Transjordânia.

### Período islâmico

A região da Jordânia e Síria no século IX

Muçulmanos da área da atual Arábia Saudita invadiram a região pelo sul. Os árabes cristãos gassânidas, clientes dos bizantinos, foram derrotados mesmo contando com o apoio imperial. Apesar dos muçulmanos terem sido derrotados em 629 pelos bizantinos na Batalha de Mutá, na área da atual província de Caraque, os bizantinos acabaram perdendo o controle de Levante em 636 ao serem derrotados pelo exército do Califado Ortodoxo na Batalha de Jarmuque, ocorrida um pouco ao norte da Jordânia atual. A região foi arabizada e a língua árabe se espalhou.
A Transjordânia era um território essencial para a conquista da vizinha Damasco. O Califado Ortodoxo foi seguido pelo Omíada (661–750). Sob seu domínio, vários castelos do deserto foram construídos, como o Alcácer de Almixata, Halabate, Carana, Tuba, Amira e um grande palácio administrativo em Amã. A campanha do Califado Abássida para tomar o Omíada começou pela região da Transjordânia. A área passou a ser controlada pelo Califado Fatímida depois do declínio dos abássidas, sendo em seguida tomada pelo Reino de Jerusalém cruzado (1115–1189).
Os cruzados construíram por volta de nove castelos como partes do Senhorio da Transjordânia, incluindo os de Montreal, Caraque e Uaira (em Petra). Os cruzados foram derrotados no século XII por Saladino, o fundador do Império Aiúbida (1189–1260). Os aiúbidas construíram o novo Castelo de Ajloun e reconstruíram o forte romano de Aziraque. Vários desses castelos foram usados e expandidos pelo Sultanato Mameluco (1260–1516), que dividiu a Jordânia nas províncias de Caraque e Damasco. A Transjordânia foi atacada pelo Império Mongol durante o século seguinte, porém os mongóis acabaram sendo repelidos pelos mamelucos em 1260 depois da Batalha de Ain Jalut.

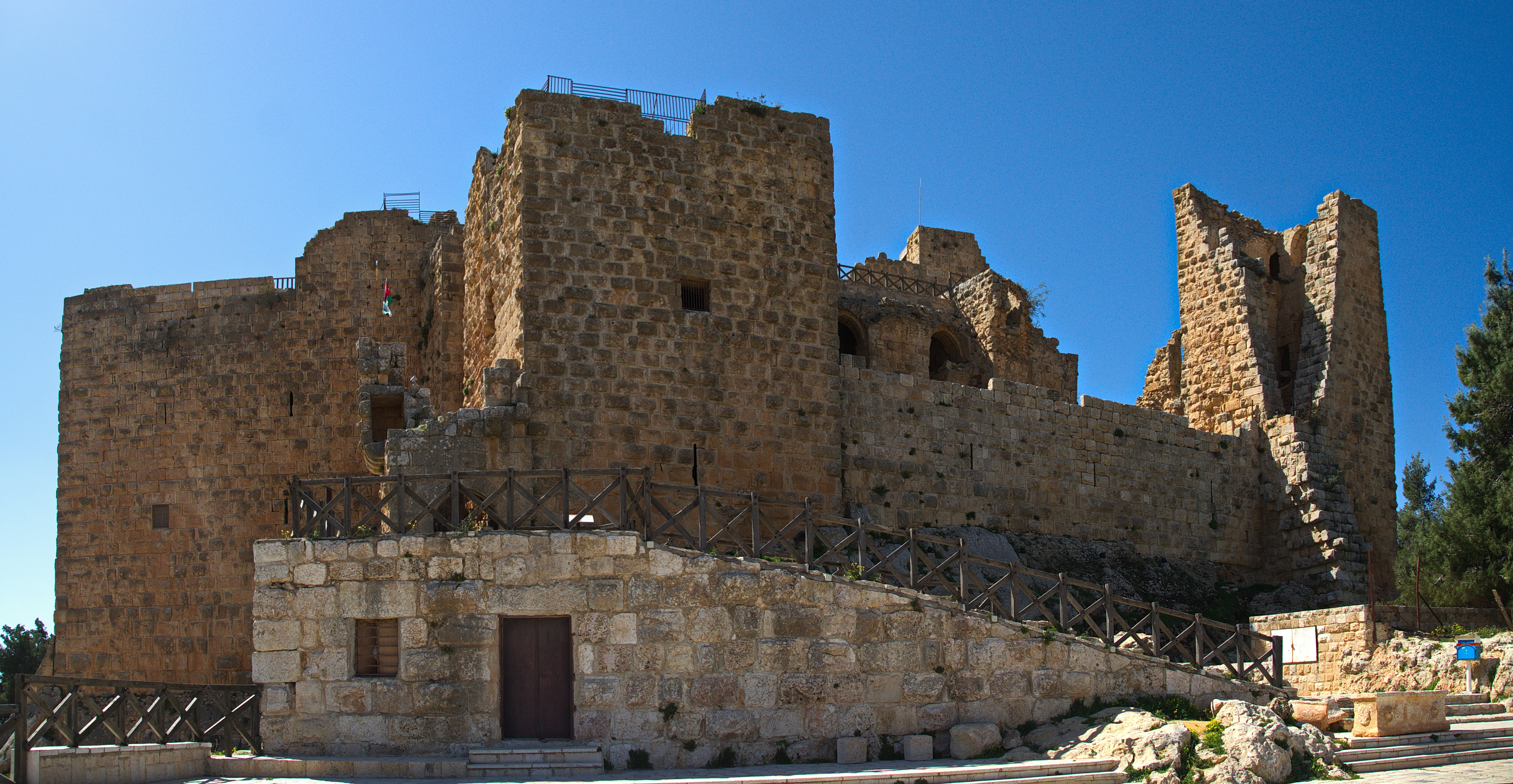
O Castelo de Ajloun construído pelo líder muçulmano Saladino no século XII para uso nas guerras contra os cruzados

Forças do Império Otomano conquistaram o território mameluco em 1516. Vilarejos agricultores na Jordânia passaram por um período de relativa prosperidade no século XVI, porém foram abandonados. O governo otomano na região pelos séculos seguintes foi, por vezes, virtualmente ausente e reduzido apenas a coleta de impostos. Isso levou à curta ocupação entre 1803 e 1812 de forças uaabitas, um movimento islâmico ultraortodoxo que surgiu no Primeiro Estado Saudita. Ibraim Paxá, filho do governador do Egito Otomano, erradicou os uaabitas entre 1811 e 1818 sob o comando do sultão Mamude II. Paxá virou-se contra os otomanos em 1833 e estabeleceu seu governo sobre Levante. Suas políticas opressivas levaram a uma mal-sucedida revolta camponesa na Palestina no ano seguinte. As cidades de Al-Salt e Caraque foram destruídas pelas forças de Paxá como punição por terem apoiado Qasim al-Ahmad, o líder rebelde. O domínio egípcio terminou em 1841 e o governo otomano foi restaurado.
A perseguição russa dos sunistas circassianos e chechenos os fez imigrarem para a região da Transjordânia em 1867, onde atualmente fazem parte dos grupos étnicos do país. A população geral diminuiu em números devido à opressão e negligência. Assentamentos urbanos com pequenas populações incluíam Al-Salt, Irbid, Jeraxe e Caraque. O subdesenvolvimento urbano foi exacerbado pelos assentamentos sendo ocasionalmente saqueados por beduínos. A opressão otomana provocou a revolta das tribos beduínas e não beduínas. As mais notáveis dessas rebeliões foram a Revolta de Shoubak em 1905 e a Revolta de Caraque em 1910, ambas brutalmente subjugadas. A localização da Jordânia na rota de peregrinação muçulmana até Meca ajudou economicamente a população quando os otomanos construíram em 1908 a Rodovia Hejaz ligando Meca com Istambul. Os otomanos anteriormente tinham construído fortalezas ao longo da rota para poderem proteger as caravanas de peregrinos.

### Período moderno

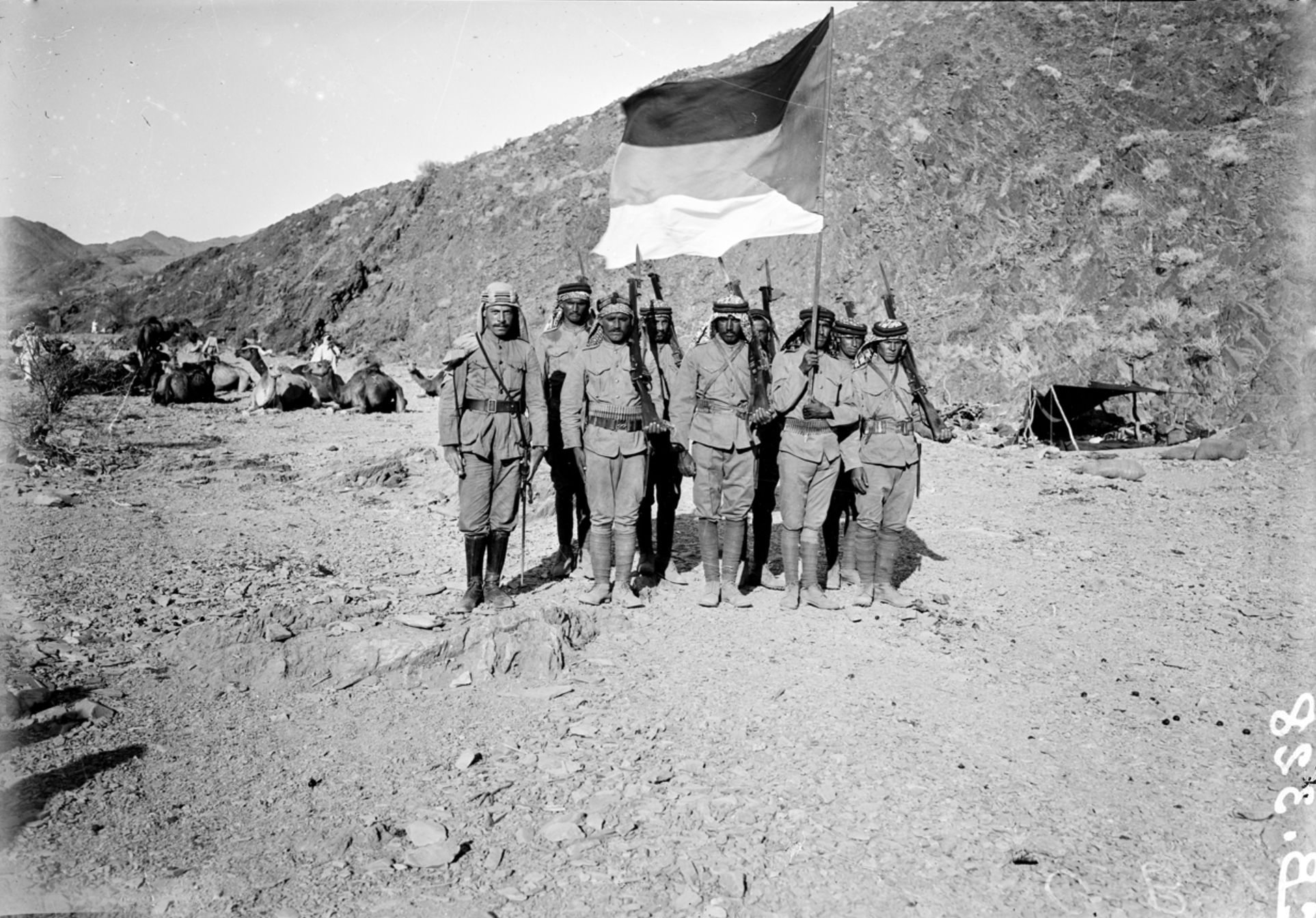
Soldados do Exército Árabe segurando a Bandeira da Revolta Árabe em 1916

Os quatro séculos de estagnação sob o domínio otomano terminaram durante a Primeira Guerra Mundial, quando a Revolta Árabe começou em 1916 devido ao duradouro ressentimento contra as autoridades otomanas e o surgimento do nacionalismo árabe. A revolta foi liderada Hussein ibne Ali, Xarife de Meca, e iniciada pelo clã Haxemita de Hejaz, que afirmava ser descendente do profeta islâmico Maomé. A conquista da Transjordânia atraiu o apoio das tribos locais beduínas, dos circassianos e cristãos. A revolta também teve o apoio dos Aliados, incluindo a França e o Reino Unido.
A Revolta Árabe conseguiu tomar o controle da maioria dos territórios de Hejaz e Levante, incluindo a região ao leste do rio Jordão. Entretanto, ela falhou em ganhar o reconhecimento internacional como um estado independente, principalmente devido ao Acordo Sykes-Picot de 1916 e a Declaração Balfour (1917). Estas foram vistas pelos Haxemitas e árabes como uma traição de seus acordos anteriores com os britânicos, incluindo a Correspondência Hussein-McMahon de 1915, em que o Reino Unido afirmou sua disposição em reconhecer a independência de um estado árabe unificado sob o governo dos Haxemitas estendendo-se desde a cidade Alepo até Adém. A região foi posteriormente dividida e Abdullah I, segundo filho de Hussein ibne Ali, foi recebido por autoridades transjordanianas ao chegar em Ma'an de trem vindo de Hejaz. Abdullah estabeleceu em 1921 o Emirado da Transjordânia, que tornou-se um protetorado britânico.
O primeiro exército organizado na Jordânia foi estabelecido em 22 de outubro de 1920 e foi chamado de Legião Árabe. Este cresceu de apenas 150 homens na sua criação para oito mil em 1946. Várias dificuldades surgiram quando os Haxemitas assumiram o poder na região. Pequenas rebeliões locais estouraram em Cura em 1921 e 1923, porém foram subjugadas por Abdullah e forças britânicas. Uaabitas de Négede recuperaram sua força e atacaram repetidas vezes as partes sul da Transjordânia entre 1922 e 1924, ameaçando seriamente a posição do emir. Abdullah só foi capaz repelir os ataques com a ajuda das tribos beduínas e dos britânicos, que mantiveram uma base militar em Amã com um pequeno destacamento da Força Aérea Real.
O conselho da Liga das Nações reconheceu em setembro de 1922 a Transjordânia como um estado sob o Mandato Britânico da Palestina e o Memorando Transjordaniano, excluindo os territórios ao leste do rio Jordão das provisões do mandato abordando os assentamentos judeus. O país permaneceu como mandato britânico até 1946.

### Pós-independência
O Tratado de Londres foi assinado pelo governo britânico e Abdullah I em 22 de março de 1946, reconhecendo a independência da Transjordânia do Reino Unido assim que fosse ratificada pelos parlamentos dos dois países. O emirado transformou-se no "Reino Haxemita da Transjordânia" em 25 de maio de 1946, com o emir recebendo o novo título de rei pelo parlamento no dia da ratificação do Tratado de Londres. O nome do país foi alterado novamente em 1949 para "Reino Haxemita da Jordânia", tornando-se um membro das Nações Unidas em 14 de dezembro de 1955.

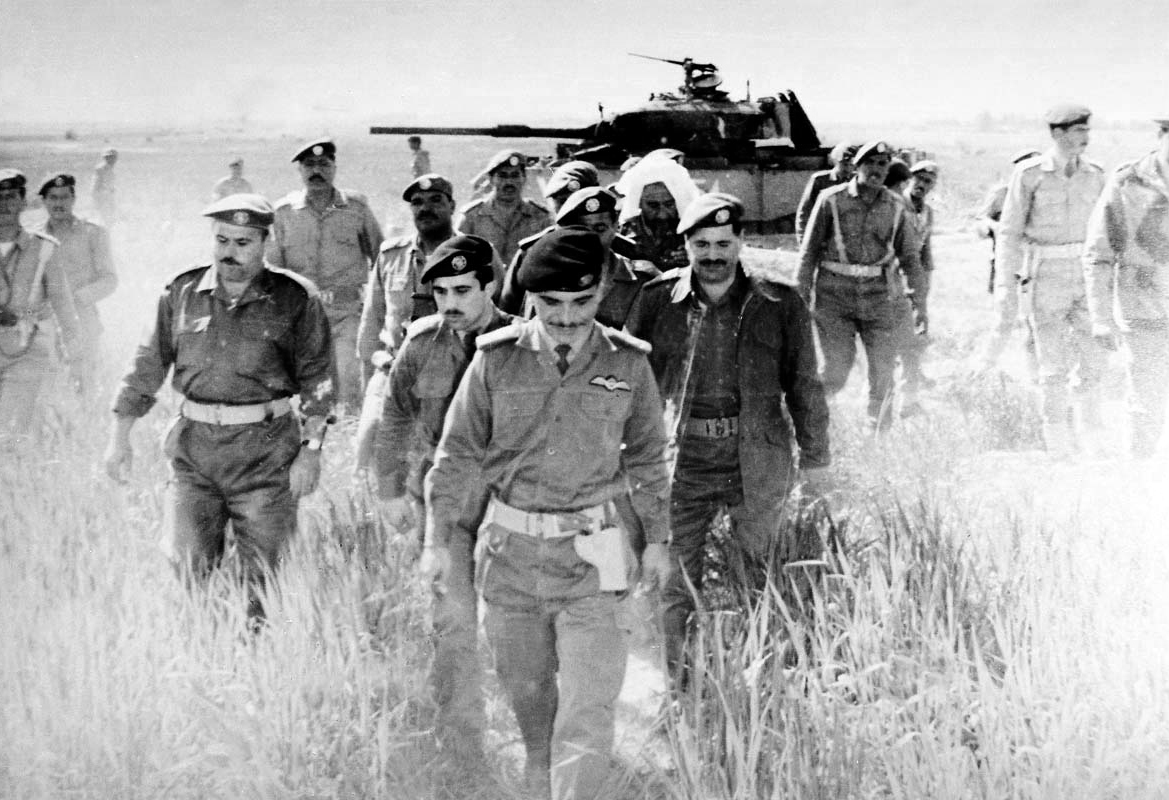
O rei Hussein (centro) inspecionando um tanque israelense abandonado em 1968 após a Batalha de Karameh

A Jordânia invadiu a Palestina junto com outros países árabes em 15 de maio de 1948 como parte da Guerra Árabe-Israelense de 1948. O país ocupou a Cisjordânia e anexou formalmente esses territórios em 24 de abril de 1950. Como resposta, alguns países árabes exigiram a expulsão da Jordânia da Liga Árabe. Esta declarou em 12 de junho que a anexação era uma medida prática e temporária e que a Jordânia manteria o território como "fideicomissária" até uma resolução futura.
Abdullah I foi assassinado por um militante palestino enquanto visitava a Mesquita de Al-Aqsa, em meio de rumores de que tinha a intenção de assinar um tratado de paz com Israel. Ele foi sucedido por seu filho Talal, porém este logo abdicou por motivos médicos em favor de seu filho mais velho, Hussein, que se tornou rei em 1953. O novo monarca dispensou em 1 de março de 1956 vários oficiais britânicos servindo no exército jordaniano, um ato de arabização que tinha a intenção de garantir a soberania completa da Jordânia. O vizinho Iraque também era governado por uma monarquia haxemita: Faiçal II, primo de Hussein. O ano de 1958 viu a ascensão da Federação Árabe entre os dois reinos como uma resposta à formação da República Árabe Unida entre o Egito e a Síria. A união durou apenas seis meses e foi dissolvida após Faiçal ser deposto por um golpe militar.
Em 30 de maio de 1967, a Jordânia juntara-se ao Egito e à Síria, no Pacto de Defesa Árabe. Em 5 de junho, Israel lança um ataque preventivo contra o território egípcio, dando início à Guerra dos Seis Dias. Jordanianos e sírios também entram no conflito, que se encerrará com a derrota árabe e a ocupação da Cisjordânia, de Jerusalém Oriental, da Faixa de Gaza, da Península do Sinai e das colinas de Golã, por Israel.
A Jordânia também participou da Guerra de Desgaste, que incluiu  a Batalha de Karameh, em 1968, na qual as forças combinadas da Jordânia e da Organização para a Libertação da Palestina (OLP) repeliram um ataque israelense contra a cidade jordaniana de Karameh, situada na fronteira com Israel. Os eventos de Karameh ganharam amplo reconhecimento e aclamação dentro do mundo árabe e, no período seguinte, houve um significativo aumento do apoio aos combatentes palestinos (os fedayin) tanto na Jordânia como em outros países árabes, e muitos jovens árabes, incluindo milhares de não palestinos, juntaram-se à organização. Porém, logo as autoridades hachemitas no poder na Jordânia passaram a ficar cada vez mais alarmadas com as atividades da OLP, entendendo que a Organização estabelecera  "um estado dentro do estado", fornecendo treinamento militar e serviços sociais à população palestina, ignorando as autoridades jordanianas.  As críticas palestinas ao fraco desempenho da Legião Árabe (o exército do rei da Jordânia) eram consideradas como um insulto ao rei e ao regime. Além disso, muitos grupos fedayin palestinos palestinos de esquerda radical, como a FPLP, "pediam a derrubada das monarquias árabes, inclusive o regime hachemita da Jordânia, argumentando ser esse um primeiro passo essencial para a libertação da Palestina".
Na primeira semana de setembro de 1970, forças da FPLP sequestraram três aviões (um britânico, um suíço e um alemão) no campo de Dawson, na Jordânia. Para liberar os passageiros, os sequestradores exigiram a  libertação dos militantes da FPLP mantidos em prisões europeias. A exigência foi atendida. Depois que todos desembarcaram, os fedayin destruíram os aviões na pista.
Em 16 de setembro de 1970, o rei Hussein ordenou que suas tropas atacassem e eliminassem os fedayin da Jordânia. Tropas sírias intervieram para apoiar os fedayin, mas foram rechaçadas pelos blindados jordanianos e pelos sobrevoos do exército israelense. Milhares de palestinos foram mortos na batalha inicial - que ficou conhecida como Setembro Negro . Outros milhares morreram durante a repressão que se seguiu. No verão de 1971, a rede fedayin palestina na Jordânia havia sido efetivamente desmantelada, e a maioria dos combatentes estabeleceu bases no sul do Líbano
Em 1973, as forças árabes travaram nova guerra contra Israel - a Guerra do Yom Kippur -, com embates ocorrendo inclusive ao longo da linha de cessar fogo do rio Jordão. A Jordânia enviou uma brigada para a Síria a fim de atacar unidades israelenses dentro do território sírio, porém não combateu as forças de Israel a partir do próprio território jordaniano. Em uma conferência realizada em 1974, a Jordânia e o restante da Liga Árabe concordaram que a OLP era a "única legítima representante do povo palestino". Em 1988, a Jordânia abriu mão de qualquer reivindicação territorial na Cisjordânia.

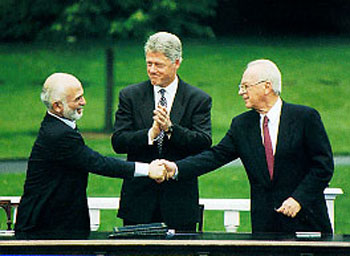
Hussein (esquerda) cumprimentando o primeiro-ministro israelense Yitzhak Rabin, junto com o presidente norte-americano Bill Clinton, em 25 de julho de 1994 durante as negociações de paz

Na Conferência de Madrid de 1991, a Jordânia concordou em negociar um tratado de paz com Israel, com o apoio dos Estados Unidos e da União Soviética. O Tratado de Paz Israel-Jordânia foi oficialmente assinado em 26 de outubro de 1994. Em 25 de setembro de 1997, agentes do Mossad, sob as ordens do Primeiro-ministro Benjamin Netanyahu e de seu gabinete de segurança, entraram em território jordaniano usando passaportes canadenses, e tentaram envenenar Khalid Meshal, um dos líderes do Hamas. Os agentes israelenses foram capturados. Sob ameaça do rei Hussein de anular o tratado de paz entre os dois países, e sob pressão do então presidente dos EUA, Bill Clinton, Israel acabou por providenciar um antídoto para o veneno e libertou vários prisioneiros políticos, incluindo Ahmed Yassin.
Hussein morreu em 7 de fevereiro de 1999, e seu filho mais velho ascendeu ao trono como o Abdullah II. A economia jordaniana melhorou desde então. Abdullah II foi creditado por ter aumentado o investimento estrangeiro no país, melhorando as parcerias público-privada, proporcionando a fundação da zona de livre comércio de Acaba e o crescimento do setor de novas tecnologias de informação e comunicação. Ele também estabeleceu outras cinco zonas econômicas especiais. Como resultado, a economia da Jordânia dobrou para 6% anuais comparada ao final da década de 1990. Entretanto, a Grande Recessão e os tumultos regionais da década de 2010 afetaram severamente a economia da Jordânia e seu crescimento, deixando-a cada vez mais dependente de auxílio estrangeiro.
A Al-Qaeda sob a liderança de Abu Musab al-Zarqawi lançou ataques a bomba coordenados contra três hotéis em Amã em 9 de novembro de 2005, causando a morte de sessenta pessoas e 115 feridos. Os atentados, que tinham civis como alvo, causaram indignação generalizada dentre o povo jordaniano. O ataque foi considerado um evento raro dentro do país, com a segurança interna da Jordânia sendo dramaticamente aprimorada como resultado. Nenhum outro grande atentado terrorista ocorreu desde então.
A Primavera Árabe se espalhou pelo mundo árabe em 2011, com grandes protestos ocorrendo e exigindo reformas econômicas e políticas. Entretanto, muitas dessas manifestações transformaram-se em guerras civis e geraram mais instabilidade. Na Jordânia, Abdullah II agiu em resposta à agitação interna, substituiu seu primeiro-ministro e apresentou várias reformas que incluíam emendas na constituição e diversas comissões governamentais. O rei disse ao novo primeiro-ministro para "tomar passos rápidos, concretos e práticos para lançar um processo genuíno de reformas políticas, a fim de fortalecer a economia e proporcionar aos jordanianos a vida digna que merecem".

## Geografia

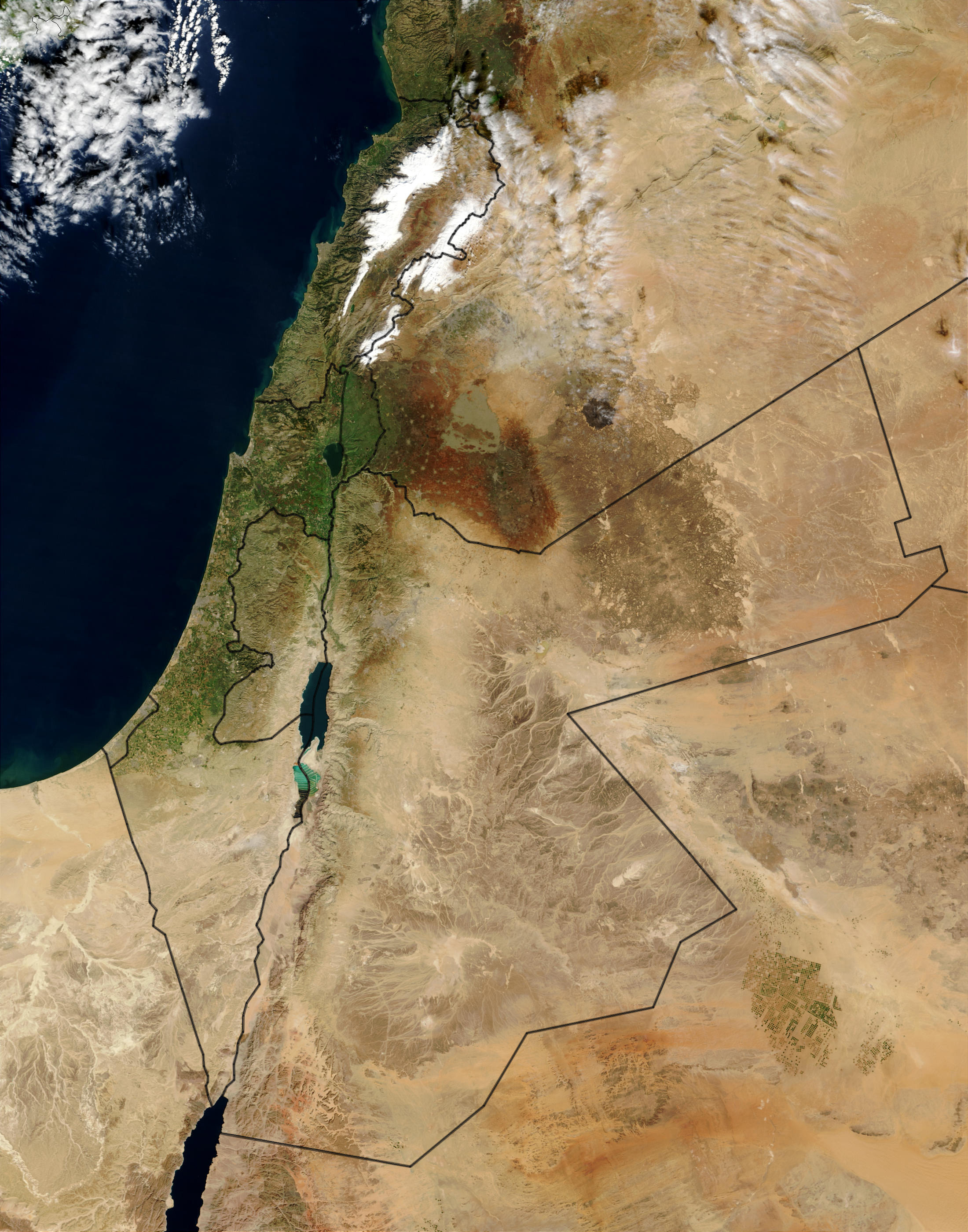
Imagem de satélite do território da Jordânia e arredores

A Jordânia está estrategicamente localizada no cruzamento entre a Ásia, África e Europa na área de Levante do Crescente Fértil, um berço da civilização. O país tem 89 341 quilômetros quadrados de área e quatrocentos quilômetros de distância entre seus pontos mais setentrional e meridional: respectivamente Umm Qais e Acaba. A Jordânia fica entre as coordenadas 29 e 34° N, e 34 e 40° E. O leste é um platô árido irrigado por oásis e correntes sazonais de água. As maiores cidades estão predominantemente localizadas na parte noroeste do país por causa de seu solo fértil e chuvas relativamente abundantes. Estas incluem Irbid, Jeraxe e Zarca no noroeste, a capital Amã e Salte no centro-oeste, e Madaba, Caraque e Acaba no sudoeste. Cidades grandes na parte leste incluem as cidades oásis Azaraque e Ruwaished.
Uma área elevada de terra arável e silvicultura verde mediterrânea existe no oeste, terminando abruptamente na Fenda do Vale do Jordão. Este contém o rio Jordão e o Mar Morto, que separa a Jordânia de Israel e dos territórios palestinos. O país tem um litoral de 26 quilômetros no golfo de Acaba no mar Vermelho, porém todo o resto é cercado por terra. O rio Jarmuque, um afluente oriental do Jordão, forma parte da fronteira entre a Jordânia e a Síria (incluindo as ocupadas colinas de Golã) ao norte. As outras fronteiras são formadas por diversos acordos internacionais e locais que não seguem elementos naturais bem definidos. O ponto mais alto do país é o Jabal Umm ad Dami, com 1.854 metros acima do nível do mar, enquanto o ponto mais baixo é o Mar Morto com −420 metros, que também é o ponto mais baixo da Terra.

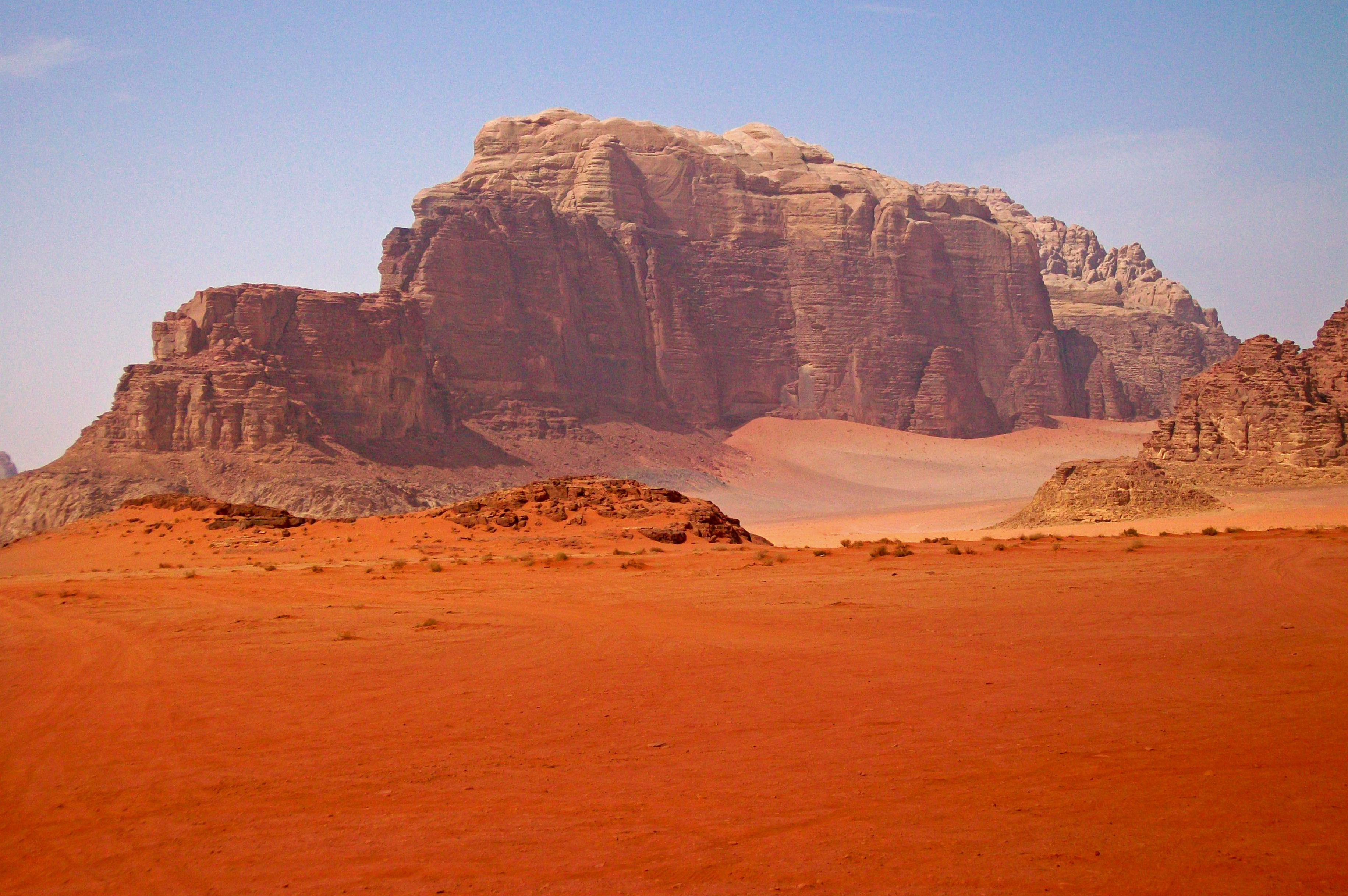
Wadi Rum, na província de Acaba

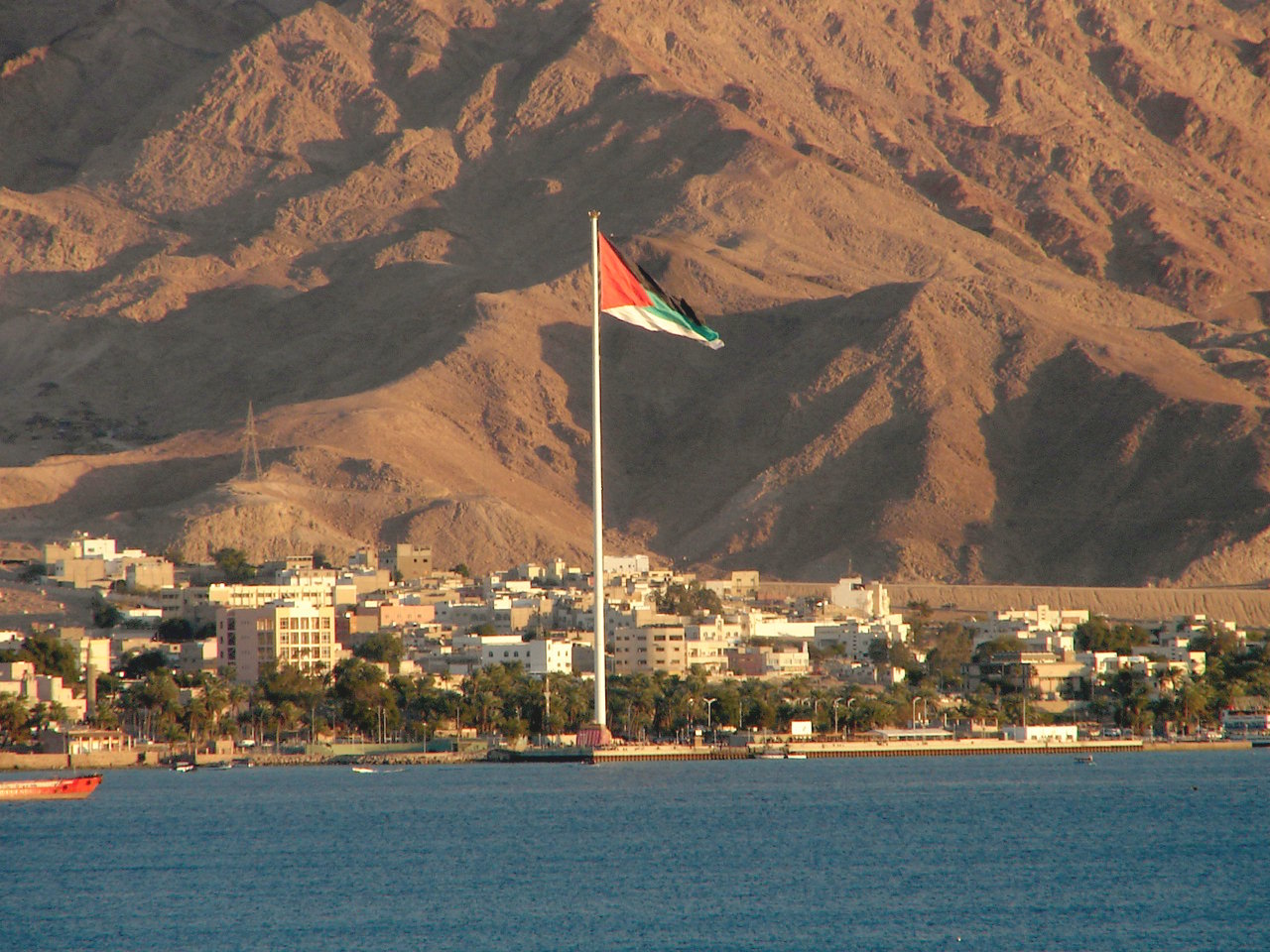
Vista da cidade de Aqaba e do golfo de Aqaba, a única saída para o mar do país

A Jordânia possui uma gama diversa de habitats, ecossistemas e biomas devido suas paisagens e ambientes variados. A Real Sociedade pela Conservação da Natureza foi fundada em 1966 a fim de proteger e administrar os recursos naturais jordanianos. Reservas naturais incluem a Reserva da Biosfera de Dana, a Reserva da Zona Úmida de Azaraque, a Reserva da Vida Selvagem de Shaumari e a Reserva da Natureza de Mujib.
Mais de duas mil espécies de plantas já foram registradas na Jordânia. Muitas delas florescem na primavera após as chuvas de inverno, com os tipos de vegetação dependendo principalmente dos níveis de precipitação. As regiões montanhosas no noroeste são cobertas por florestas, enquanto ao sul e leste a vegetação fica mais esfoliante e faz a transição para um tipo mais semelhante a estepes. As florestas cobrem aproximadamente 1,5 mil quilômetros quadrados, menos de dois por cento do território total, deixando a Jordânia entre os países menos arborizados do mundo, com a média mundial sendo de quinze por cento.

### Clima
O clima da Jordânia varia muito. De forma geral, maiores contrastes em temperatura ocorrem quanto mais para o interior longe do Mediterrâneo, além das chuvas serem menos frequentes. A elevação média do país é de 812 metros. O clima mediterrânico domina as terras altas acima do Vale do Jordão, as montanhas do mar Morto, Wadi Araba e chega até o sul em Ras Al-Naqab, enquanto as áreas leste e nordeste são um deserto árido.
Apesar das partes desérticas do país alcançarem temperaturas elevadas, o calor é geralmente moderado por uma baixa umidade e uma brisa durante o dia, com as noites sendo frias. Os verões duram de maio a setembro, sendo quentes e secos, com as temperaturas ficando em uma média de 32 graus Celsius e às vezes excedendo os quarenta graus entre os meses de julho e agosto. O inverno vai de novembro até março e é relativamente frio, com as temperaturas ficando na média dos treze graus. No inverno também ocorrem chuvas frequentes e até quedas de neve nas áreas mais elevadas.

## Demografia

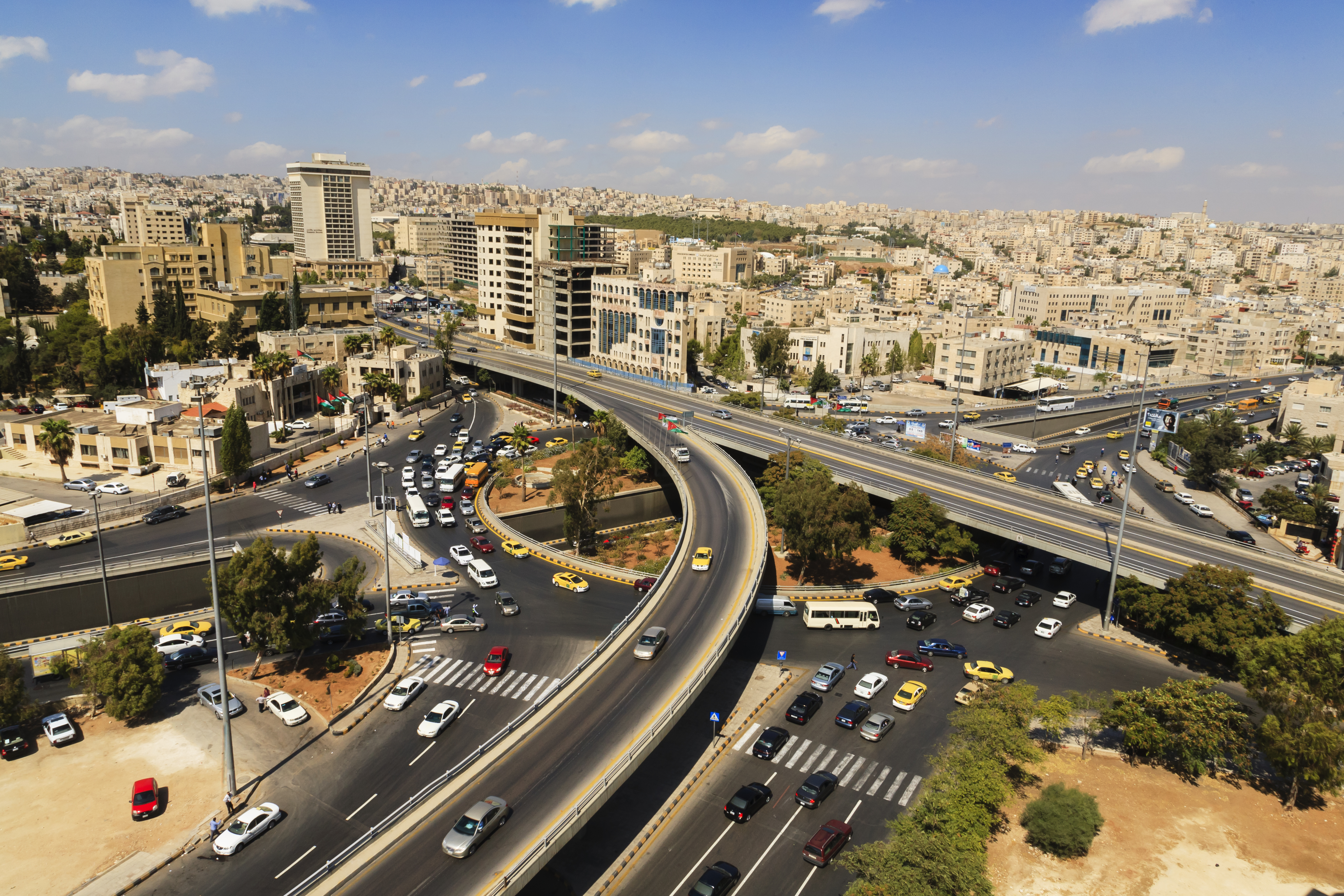
Amã, capital e maior cidade do país

O Departamento de Estatística da Jordânia estimou a população em 9,5 milhões habitantes em 2015. Em 2023, foi estimado que cerca de 11,5 milhões de pessoas moravam no país. Havia 946 mil famílias na Jordânia em 2004, com uma média de 5,3 pessoas por domicílio (em comparação com 6 pessoas por agregado familiar no censo de 1994).
A população da Jordânia aumentou significativamente ao longo do século XX. Em 1920, a Transjordânia tinha uma população de 200 mil pessoas, que cresceu para 225 mil em 1922 e 400 mil em 1948. Quase a metade da população em 1922 (cerca de 103 000) era nômade. A Jordânia tinha duas cidades com mais de 10 mil habitantes em 1946: Amã (65 754) e Sal (14 479) Após o afluxo de refugiados palestinos, que fugiram durante a guerra árabe-israelense de 1948, a população de Amã aumentou para 108 412 em 1952 e as cidades de Irbid e Zarqa mais do que duplicaram a sua população de menos de 10 mil pessoas para 23 mil e 28 mil habitantes, respectivamente.
Um estudo publicado por Luigi Luca Cavalli-Sforza descobriu que os jordanianos são geneticamente mais próximos dos assírios, entre todas as outras nações da Ásia Ocidental.

### Imigrantes e refugiados

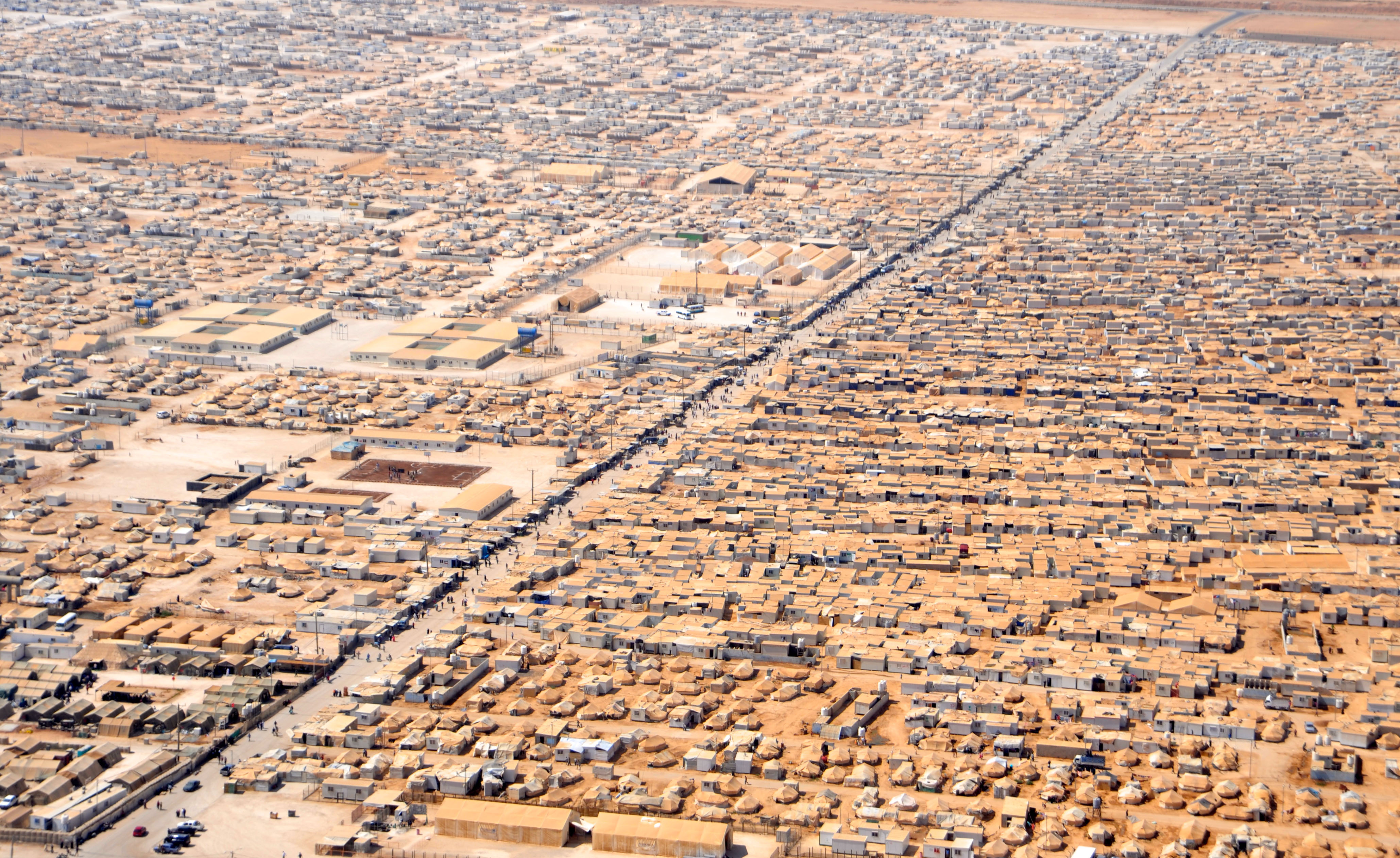
Campo Zaatari, para refugiados sírios na Jordânia

Em 2007, havia entre 700 mil e 1 milhão de iraquianos na Jordânia. Desde a Guerra do Iraque, cerca de 500 mil cristãos assírios do Iraque têm resolvido mudar para o território jordaniano de forma permanente ou temporária. Havia também 15 mil libaneses que emigraram para a Jordânia após a guerra de 2006 com Israel. Para escapar da violência da guerra civil em seu país, mais de 500 mil refugiados sírios fugiram para a Jordânia desde 2012.
A grande maioria dos jordanianos são etnicamente árabes, grupo responsável por 95-97% da população. Os cristãos assírios são responsáveis por até 150 mil pessoas, ou 0,8% da população. A maioria são refugiados falantes do aramaico oriental vindos do Iraque. Os curdos chegam a 30 mil pessoas e, assim como os assírios, muitos são refugiados do Iraque, Irã e Turquia.
Há cerca de 1,2 milhão de trabalhadores migrantes ilegais e cerca de 500 mil legalizados no país. De acordo com a UNRWA, a Jordânia era o lar de 1 951 603 refugiados palestinos em 2008, a maioria deles cidadãos jordanianos. Cerca de 338 mil deles estavam vivendo em campos de refugiados da UNRWA.

### Religiões
O islã sunita é a religião dominante na Jordânia. Os muçulmanos constituem cerca de 92% da população do país, sendo que 93% deles se auto identificam como sunitas (a porcentagem mais alta do mundo), de acordo com o Pew Research Center. Há um pequeno número de muçulmanos ahmadi.
O islã é também a religião oficial do país. A Jordânia tem leis que promovem a liberdade religiosa, mas que ficam aquém de proteger todos os grupos minoritários. Os muçulmanos que se convertem para outra religião, bem como missionários, enfrentam discriminação social e legal. De acordo com o Índice de Prosperidade Legatum, 46,2% dos jordanianos participaram regularmente serviços religiosos em 2006.
O país tem uma minoria cristã que compõe cerca de 6% da população, contra 30% em 1950. Os cristãos tradicionalmente ocupam dois postos ministeriais e a eles são oficialmente reservados 9 das 150 vagas no parlamento. A maior posição política alcançada por um cristão na Jordânia foi a de vice-primeiro-ministro, com Marwan al-Muasher em 2005. Os cristãos também são muito influentes na mídia. Os árabes cristãos, ajudados por sua educação orientada para o conhecimento ocidental e de línguas estrangeiras, dominam as empresas da área. Um estudo realizado em 1987 por uma embaixada ocidental concluiu que quase metade das famílias de líderes empresariais jordanianos são cristãs.

## Governo e política

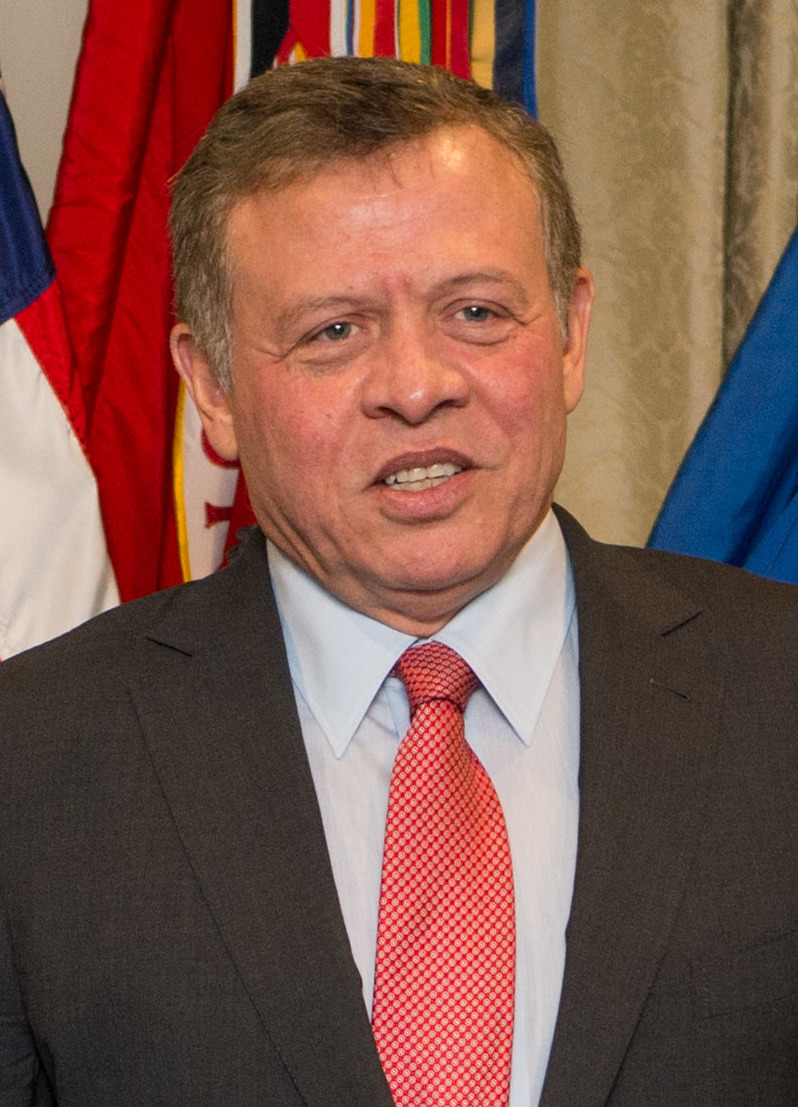
Abdullah II, Rei da Jordânia desde 1999

A Jordânia é uma monarquia constitucional, porém o rei detém grandes poderes executivos e legislativos. Ele serve como Chefe de Estado e Comandante em Chefe, também sendo o responsável por nomear o primeiro-ministro e os chefes dos diretórios de segurança. O primeiro-ministro é livre para escolher seu próprio gabinete e os governadores regionais. Entretanto, o rei pode dissolver o parlamento e dispensar o governo. A capital da Jordânia é a cidade de Amã, localizada no centro-norte do país.
A Jordânia é dividida em doze governoratos, informalmente agrupados em três regiões: norte, centro e sul. Eles são subdivididos em 52 nahias, que por sua vez são divididos ainda mais em bairros dentro de áreas urbanas ou em vilarejos em áreas rurais. O Parlamento da Jordânia consiste em duas câmaras: a superior do Senado e a inferior da Câmara dos Representantes. O rei nomeia diretamente todos os 65 membros do Senado, sendo normalmente políticos veteranos ou que já detiveram posições na Câmara dos Representantes ou no governo. Os 130 membros da Câmara dos Representantes são eleitos para um mandato de quatro anos através de uma representação proporcional em 23 distritos eleitorais em listas de partidos nacionais. Cotas mínimas existem na câmara inferior para mulheres (quinze acentos, apesar de vinte deputadas terem sido eleitas em 2016), cristãos (nove) e circasianos e chechenos (três). Três distritos eleitorais são reservados para os beduínos das badias do norte, centro e sul.
A Jordânia tem por volta de cinquenta partidos políticos representando diferentes ideologias. Os partidos ficaram com um quinto dos assentos do parlamento nas eleições de 2016, com o restante indo para políticos independentes. O governo pode ser dispensado pela Câmara dos Representantes por meio de um voto de desconfiança alcançado com uma maioria de dois terços. Os partidos políticos estão sob a jurisdição do Ministério do Interior e não podem ser estabelecidos sob a base de religião.
A Constituição da Jordânia foi adotada em 1952 e emendada várias vezes no decorrer do tempo, mais recentemente em 2016. O Artigo 97 garante a independência do poder judicial, afirmando que os juízes estão "sujeitos a nenhuma autoridade além daquela da lei". O Artigo 99 divide as cortes em três categorias: civis, religiosas e especiais. As cortes civis lidam com assuntos criminais e tem jurisdição sobre todas as pessoas em questões cívicas e criminais, incluindo casos contra o governo. As cortes civis incluem Tribunais Magistrados, Tribunais de Primeira Instância, Tribunais de Apelação, Tribunais de Alta Administração que ouvem casos relacionados a assuntos administrativos e o Tribunal Constitucional que foi estabelecido em 2012 a fim de ouvir casos sobre leis constitucionais. O sistema de cortes religiosas tem jurisdição sobre assuntos pessoais como divórcios e heranças, sendo parcialmente baseado na Charia. As cortes especiais lidam com casos passados da corte civil.
O atual monarca da Jordânia é o rei Abdullah II, que ascendeu ao trono em fevereiro de 1999 após a morte de seu pai o  rei Hussein. Abdullah tem se comprometido a buscar a paz para os conflitos na região e também defender os direitos palestinos sobre a ocupação de Israel. O rei também coloca boa parte do foco da política do governo no crescimento econômico do país. O príncipe Hussein, filho mais velho de Abdullah, é o Príncipe Herdeiro da Jordânia. O atual primeiro-ministro é Hani al-Mulki, que foi nomeado pelo rei para posição em 29 de maio de 2016.

### Subdivisões

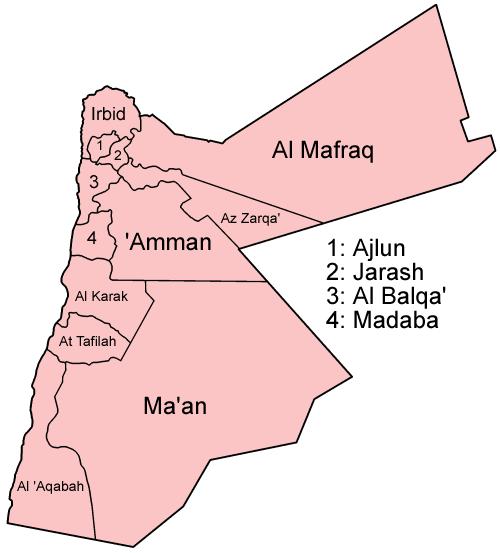

A Jordânia está subdividida em 12 províncias:
| Província | População (2008) | Área (km²) | Densidade (/km²) | Capital | População (2008) |
| --------- | ---------------- | ---------- | ---------------- | ------- | ---------------- |
| Amã       | 1 939 405        | 8 231      | 246,3            | Amã     | 1 135 733        |
| Irbid     | 950 700          | 1 621      | 570,3            | Irbid   | 650 000          |
| Zarqa     | 838 250          | 4 080      | 205,5            | Zarqa   | 447 880          |
| Balqa     | 349 580          | 1 076      | 324,9            | Salt    | 96 700           |
| Mafraque  | 245 671          | 26 435     | 9,3              | Mafraq  | 56 340           |
| Caraque   | 214 225          | 3 217      | 66,6             | Caraque | 68 810           |
| Gérasa    | 156 680          | 402        | 379              | Gérasa  | 39 540           |
| Madaba    | 135 890          | 2 008      | 67,7             | Madaba  | 83 180           |
| Ajloun    | 118 496          | 412        | 287,1            | Ajloun  | 55 000           |
| Ácaba     | 107 115          | 6 583      | 16,3             | Ácaba   | 95 408           |
| Ma'an     | 103 920          | 33 163     | 3,1              | Ma'an   | 50 350           |
| Talifá    | 81 000           | 2 114      | 38,3             | Tafilá  | 30 000           |

### Relações internacionais
A Jordânia tem seguido uma política externa pró-Mundo ocidental e manteve relações estreitas com os Estados Unidos e o Reino Unido. Estas relações foram danificadas depois da Jordânia ficar neutra e manter relações com o Iraque durante a primeira Guerra do Golfo. Após o conflito, o país restaurou em grande parte as suas relações com os países ocidentais através da participação no processo de paz do Sudoeste da Ásia e da execução das sanções das Nações Unidas contra o Iraque. As relações entre a Jordânia e os países do Golfo Pérsico melhoraram substancialmente após a morte do rei Hussein, em 1999. A Jordânia é um aliado-chave dos Estados Unidos e do Reino Unido e, ao lado do Egito, é um dos dois únicos países árabes que têm tratados de paz assinados com Israel.

### Forças armadas

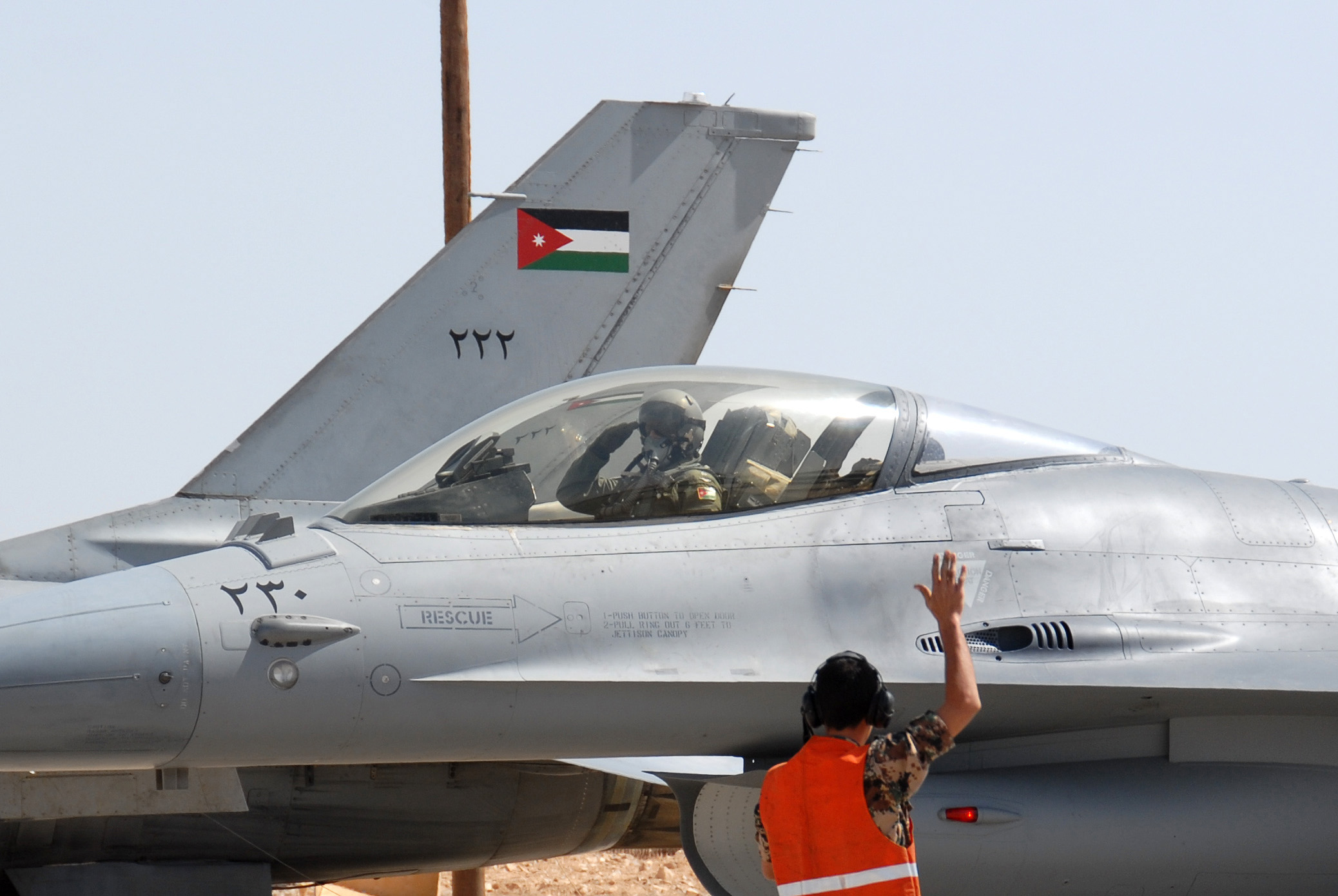
Caça F-16 da Força Aérea da Jordânia

Os militares jordanianos gozam de um forte apoio dos Estados Unidos, do Reino Unido e da França. Isto é devido à posição crítica do país entre Israel, Cisjordânia, Síria, Iraque e Arábia Saudita, e muito próximo ao Líbano e ao Egito. O desenvolvimento das Forças de Operações Especiais tem sido particularmente significativo, aumentando a capacidade das forças jordanianas de reagir rapidamente às ameaças à segurança do Estado.
Há cerca de 50 mil soldados jordanianos que trabalham com as Nações Unidas em missões de manutenção da paz em todo o mundo. Estes soldados fornecem tudo, desde a defesa militar e treinamento da polícia local, à assistência médica e ajuda humanitária. A Jordânia ocupa a terceira posição no mundo em participação de missões de paz da ONU, com um dos mais altos níveis de contribuições de tropas para missões deste tipo entre os membros das Nações Unidas.

## Economia

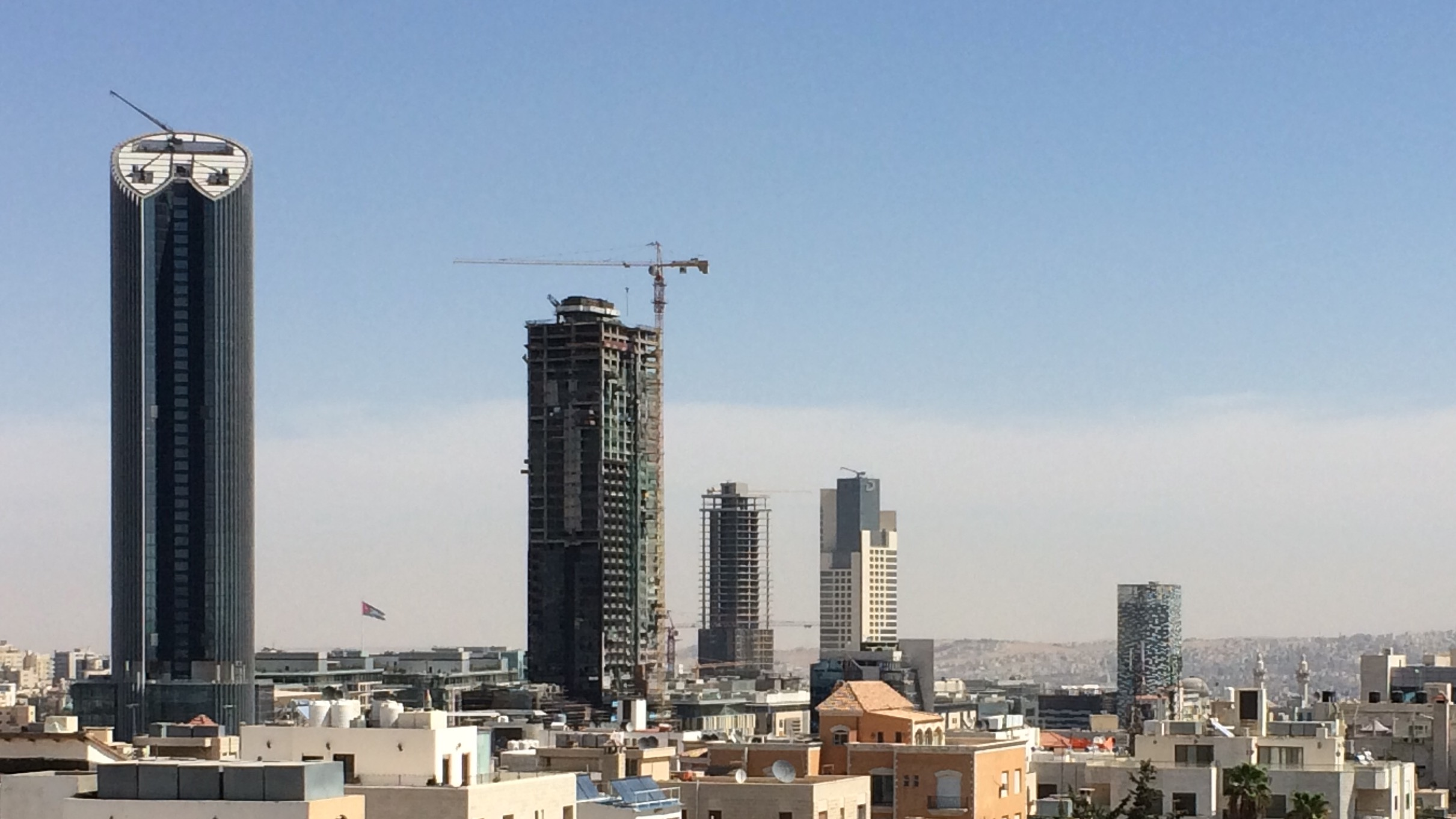
Amã, o centro financeiro do país

Principais produtos de exportação da Jordânia em 2019

A Jordânia é classificada pelo Banco Mundial como um país de "renda média-alta". A economia cresceu a uma taxa média de 4,3% ao ano desde 2005. Aproximadamente 13% da população vive com menos de 3 dólares por dia.
O PIB per capita aumentou 351% em 1970, diminuiu 30% na década de 1980, e aumentou 36% na década de 1990. O país tem um acordo de livre comércio com a Turquia e tem uma relação próxima com a União Europeia.
A economia jordaniana é assolada pelo abastecimento insuficiente de água, petróleo e outros recursos naturais. Outros desafios incluem déficit orçamental elevado, a alta dívida pública, os altos níveis de pobreza e desemprego. A taxa de desemprego registrada em 2012 foi de cerca de 13%, mas muitos analistas consideram que um quarto da população em idade ativa esteja desempregada. O desemprego juvenil é de quase 30%. Além de ter poucos recursos naturais, a Jordânia também tem uma pequena base industrial. A corrupção é particularmente pronunciada e a prática de nepotismo é generalizada. O país também sofre de uma fuga de cérebros dos seus trabalhadores mais talentosos. As remessas dos expatriados jordanianos são uma importante fonte de divisas.
Devido ao lento crescimento interno, a alta energia, os subsídios de alimentação e um setor público inchado, a Jordânia geralmente tem déficits orçamentais anuais. Estes são parcialmente compensados pela ajuda internacional.
A economia da Jordânia é relativamente bem diversificada. O comércio e as finanças combinados representam cerca de um terço do PIB; transporte e comunicação, serviços de utilidade pública e construção, mineração e fabricação constituem o restante da economia local. Apesar dos planos para aumentar o setor privado, o Estado continua a ser a força dominante na economia. O governo emprega entre um terço e dois terços de todos os trabalhadores.

### Turismo

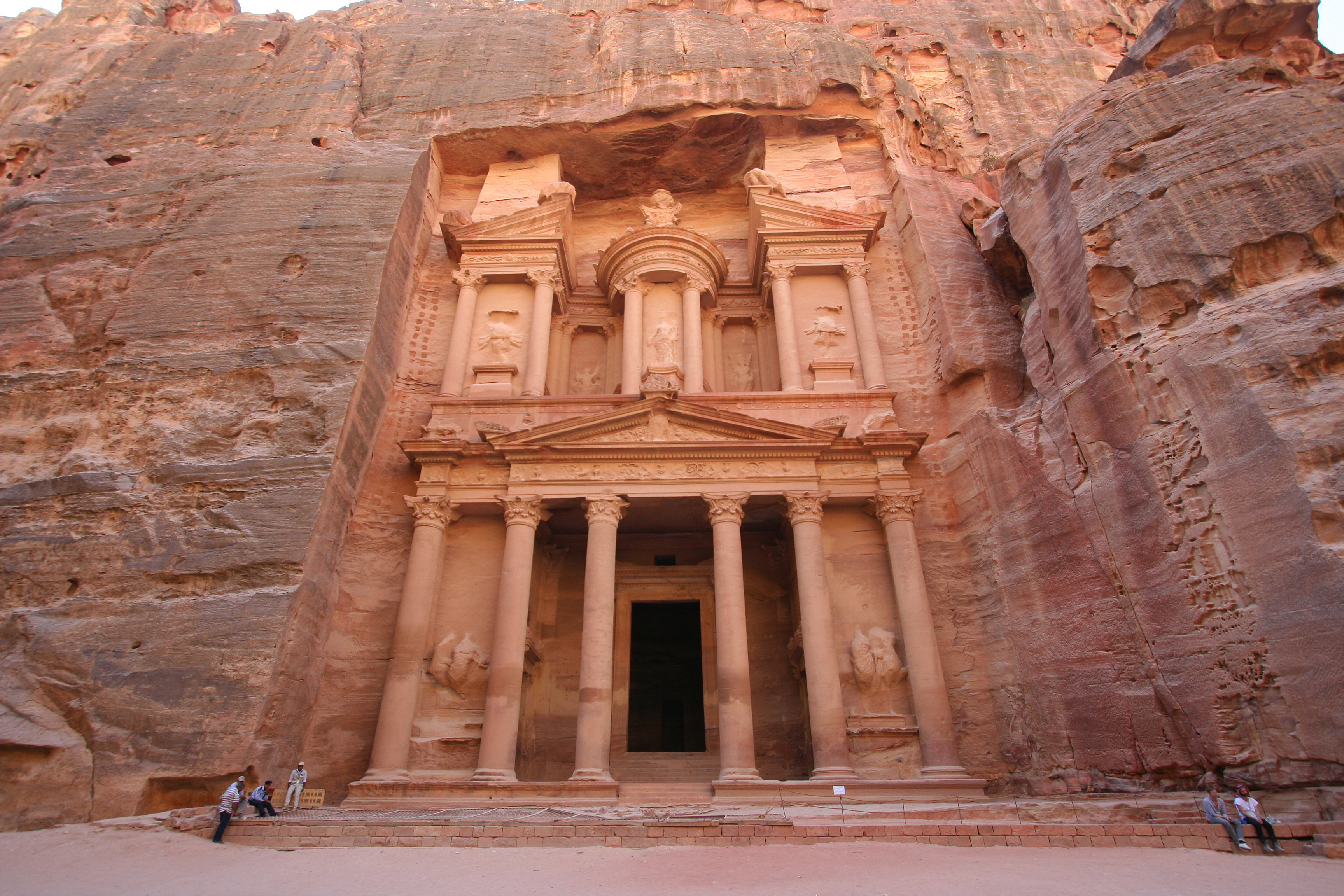
Petra, uma das sete maravilhas do mundo moderno

O turismo foi responsável por entre 10% e 12% do PIB jordaniano em 2006. Em 2010, 8 milhões de pessoas visitaram a Jordânia. O resultado foi 3,4 bilhões de dólares em receitas do turismo, 4,4 bilhões de dólares se o turismo médico for incluído.
A Jordânia oferece desde locais históricos e culturais, como Petra e Gérasa, até polos de entretenimento em áreas urbanas, mais notavelmente Amã. Além disso, a recreação à beira-mar está presente em Aqaba e no Mar Morto através de inúmeros resorts internacionais. Eco-turistas têm inúmeras reservas naturais para escolher, como Reserva Natural de Dana, enquanto turistas religiosos visitam locais como o Monte Nebo e a cidade de Madaba.[carece de fontes?]
Boates, discotecas e bares existem em grandes cidades como Amã, Irbid, Aqaba, e muitos hotéis de 4 e 5 estrelas. Além disso, clubes de praia também são oferecidos no Mar Morto e em Aqaba. A Jordânia foi o palco do Petra Prana Festival em 2007, que comemorou a vitória de Petra como uma das sete maravilhas do mundo moderno, com DJs de renome mundial, como Tiesto e Sarah Main. O festival anual "Distant Heat", em Wadi Rum e Aqaba, foi classificado como uma das 10 melhores raves do mundo.[carece de fontes?]

## Infraestrutura

### Saúde

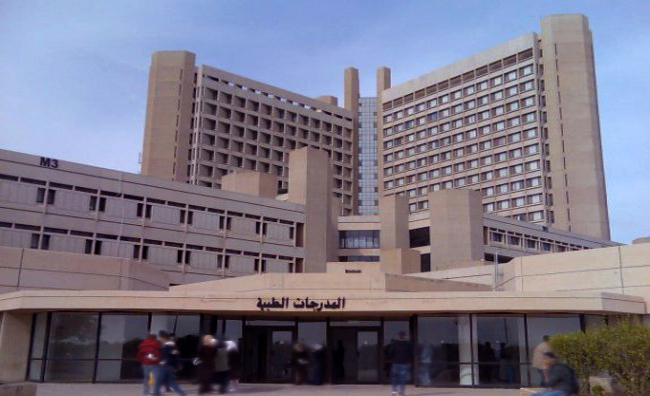
Hospital universitário da Universidade Jordaniana de Ciência e Tecnologia

A Jordânia se orgulha de seu serviço de saúde, um dos melhores da região. Os gastos totais em saúde feitos pelo governo em 2002 atingiram cerca de 7,5% do PIB de acordo com estatísticas oficiais, mas organizações internacionais de saúde estimam um número ainda mais elevado, de cerca de 9,3% do PIB. O CIA World Factbook estima a expectativa de vida na Jordânia em 80,18 anos, a segunda mais alta na região, após Israel. A Organização Mundial da Saúde (OMS), no entanto, calculou em 73 anos a expectativa de vida dos jordanianos em 2011. Havia 203 médicos para cada 100 mil habitantes nos anos 2000-2004.
Cerca de 70% da população tem seguro de saúde. As taxas de imunização infantil têm aumentado de forma constante ao longo dos últimos 15 anos; até 2002, imunizações e vacinas atingiram mais de 95% das crianças menores de cinco anos.
A água e o saneamento básico estavam disponíveis para apenas 10% da população em 1950, enquanto que atualmente a cobertura chega a 99% dos jordanianos, de acordo com estatísticas do governo.

### Educação

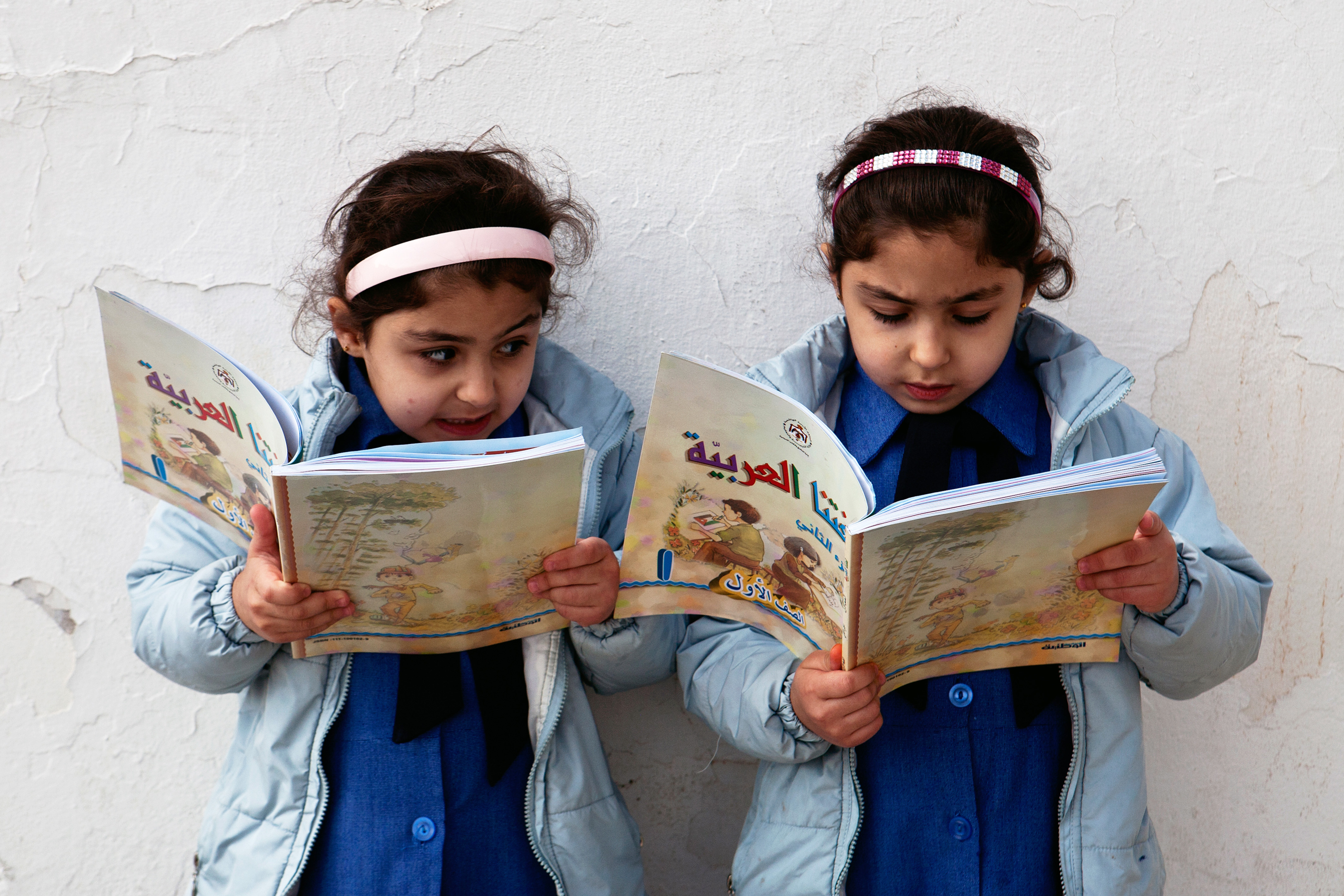
Meninas jordanianas leem em uma escola pública. A taxa de alfabetização feminina da Jordânia foi estimada em 92,9% em 2015.

A taxa de alfabetização de adultos em 2013 era de 97%. O sistema educacional jordaniano é composto por um ciclo de dois anos de educação pré-escolar, dez anos de ensino básico obrigatório, e dois anos de ensino secundário ou formação profissional. A UNESCO classificou o sistema de ensino da Jordânia na 18ª posição entre 94 nações por fornecer igualdade de gênero na educação. Cerca de 20,5% do total das despesas do governo vão para a educação, em comparação com 2,5% na Turquia e 3,86% na Síria. O número de matrículas nas escolas secundárias aumentou de 63% para 97% dos estudantes e entre 79% e 85% dos estudantes do ensino médio passam para o ensino superior.
Há 2 000 pesquisadores por milhão de pessoas, em comparação com 5 000 pesquisadores por milhão para os países com melhor desempenho na área. De acordo com o Índice Global de Inovação de 2011, a Jordânia é a terceira economia mais inovadora no Oriente Médio, atrás de Qatar e Emirados Árabes Unidos. O país tem 10 universidades públicas, 16 universidades privadas e 54 faculdades comunitárias, dos quais 14 são públicas, 24 privadas e outras filiadas com as forças armadas jordanianas, o Departamento de Defesa Civil, do Ministério da Saúde e da UNRWA. Existem mais de 200 mil estudantes matriculados em universidades jordanianas a cada ano. Um adicional de 20 mil jordanianos prosseguiram para o ensino superior no exterior, principalmente nos Estados Unidos e no Reino Unido.

## Cultura
A religião e a tradição desempenham um papel importante na moderna sociedade jordaniana. A sociedade local é relativamente tradicional, mas cada vez mais aberta aos efeitos da globalização. A Jordânia é considerado um dos países mais cosmopolitas do mundo árabe.
De acordo com o Centro de Estudos Estratégicos, 90% dos jordanianos muçulmanos se descrevem como "religioso" ou "relativamente religioso", sendo que 52% dos jordanianos afirmam que práticas religiosas são "assuntos privados que devem ser diferenciadas da vida social e política".